# La Salle des meurtres
La Salle des meurtres (The Murder Room) est un roman policier britannique de Phyllis Dorothy James, publié en 2003. C'est le douzième titre du cycle consacré aux enquêtes d'Adam Dalgliesh.

## Résumé
Dans un petit musée de Londres, né de l'excentricité d'un philanthrope et de sa passion pour la vie anglaise pendant l'entre-deux-guerres, un meurtre est commis qui fait d'abord penser à un suicide. On note les similitudes entre ce crime et un assassinat commis pendant l'entre-deux-guerres, dont les faits saillants sont bien expliqués dans la « Salle des Meurtres » du musée. Adam Dalgliesh, cette fois-ci confronté à un ennemi pervers et insidieux, n'hésite pas à être plus agressif que de coutume. 

## Adaptation
- 2004 : The Murder Room, mini-série britannique en deux épisodes, avec Martin Shaw dans le rôle d'Adam Dangliesh.